# Разговор с чудовищем
«Разговор с чудовищем» (нем. Gespräch mit dem Biest) — фильм, снятый в 1996 году Армином Мюллер-Шталем, для которого эта работа стала режиссёрским дебютом. Фильм был показан 10 сентября 1996 года на 20-м Международном кинофестивале в Торонто, но не был выпущен на видео.

## Сюжет
Фильм представляет собой фарс о Гитлере. В фильме американский историк (актёр Боб Балабан) интервьюирует человека, которому исполнилось 103 года и который утверждает, что он Адольф Гитлер.

## В ролях
- Боб Балабан — мистер Уэбстер, историк
- Харк Бом
- Катарина Бом
- Петер Фиц
- Дитер Лазер